# Tit Numisi
Tit Numisi (en llatí Titus Numisius) era un magistrat romà del segle ii aC, nascut a Tarquínia.
Va ser un dels deu comissionats romans enviats l'any 167 aC al regne de Macedònia per regular els afers interns després de la conquesta d'aquest territori pel cònsol Luci Emili Paul·le Macedònic.
Per la mateixa època, o potser una mica abans, va ser el cap d'una ambaixada enviada pel senat per fer de mediador entre Antíoc IV Epífanes i els ptolemeus.